# Bandrem
Een bandrem is een ouderwets remsysteem van motorfietsen, waarbij een remblok, vaak van hout, tegen de band werd gedrukt om zodoende te remmen. Bij gewone fietsen werden bandremmen ook gebruikt, maar zijn ze vervangen door velgremmen, omdat die in het gebruik veel zekerder zijn. Bandremmen werken net als alle remmen door wrijving, ze werden ook frictie-bandrem genoemd, of bandenschraper.
Dit systeem wordt nog gebruikt bij zeepkisten.